# 摩哂陀
摩哂陀（西元前285年－前205年），又譯作摩醯因陁羅、摩呻提，印度孔雀王朝阿育王時代佛教長老，他對於佛教傳出印度本土有重要的貢獻，將分別說部引入斯里蘭卡，是南傳上座部佛教的起源。

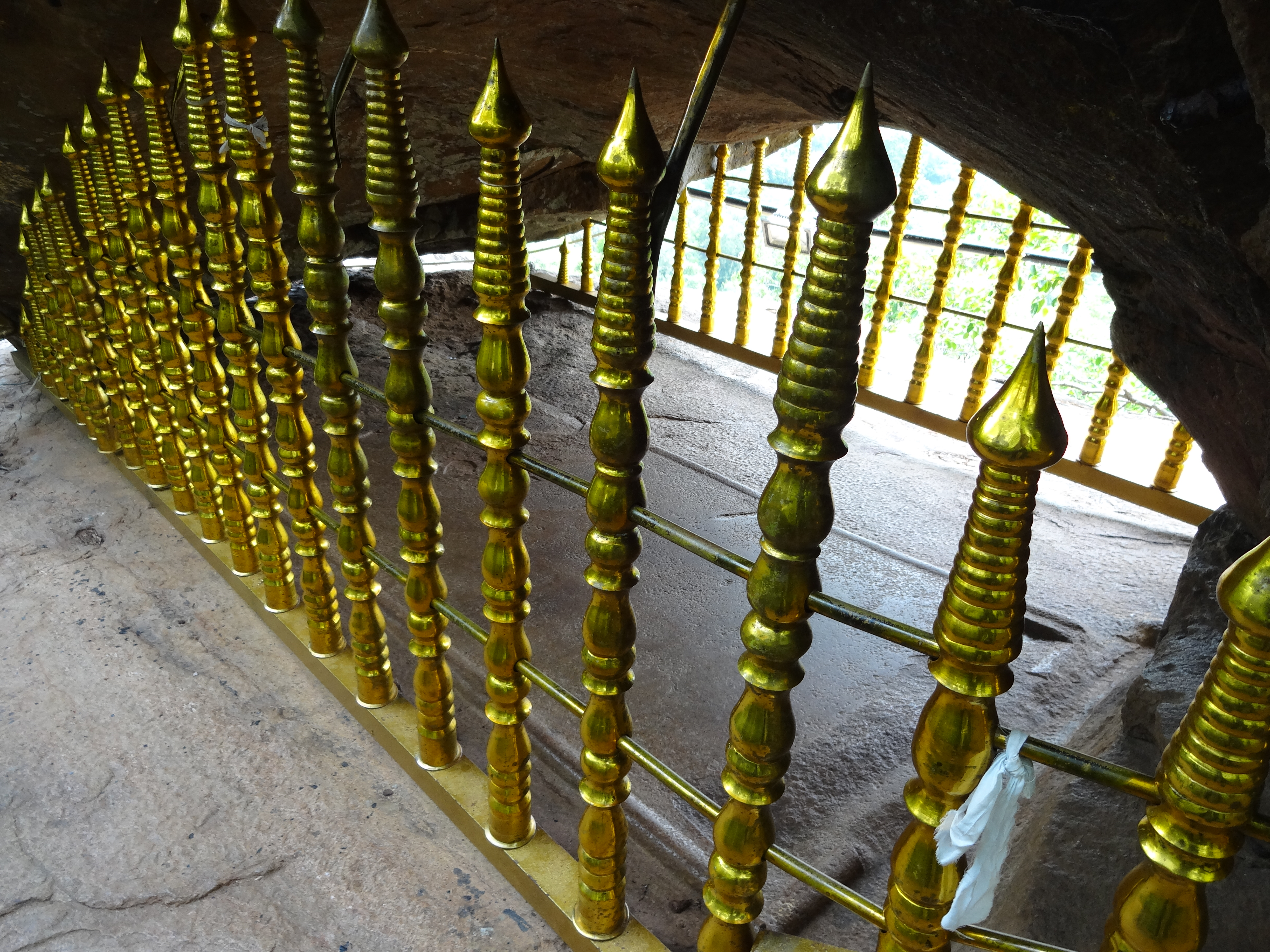
Bed of Mahinda in Mihintale

## 生平
島史以及大史這兩部斯里蘭卡紀實編年史書中紀載著西元前3世紀左右，摩哂陀旅行至斯里蘭卡與國王天愛帝須王宣揚佛法的過程。這兩本史書是最主要紀載著長老摩哂陀生平與行為的重要史料。在拉賈加拉佛寺遺跡的碑文中證實了摩哂陀在此地弘法直到逝世。
根據赤銅鍱部的《善見律毘婆沙》記載他是阿育王的長子。摩哂陀以目犍連子帝須為和尚而出家，以摩訶提婆（即大天）為阿闍黎受十戒，以摩闡提為阿闍黎受具足戒，因帝須是其和尚，摩哂陀傳承了他的法統。後來他受到阿育王派遣，將佛教傳入斯里蘭卡島。
北傳佛教傳說，他是阿育王的同母弟。玄奘《大唐西域記》記載他因為奢侈暴虐，應受死刑。軟禁七日，奉以珍饈，看守每日高喊所剩時日，他因而看破生死，得到阿羅漢果，於是得到阿育王赦免，出家加入僧團。類似故事還有：《善見律毘婆沙》中阿育王的同母弟王儲“帝須”，《阿育王傳》中阿育王的親弟“宿大哆”本緣，《阿育王經》中阿育王的同母弟“毘多輸柯”因緣，也是給予他七日極慾享樂，死期威逼使其悟道。